# Liste der Einträge im National Register of Historic Places im Leon County (Texas)
Die Liste der Registered Historic Places im Leon County führt alle Bauwerke und historischen Stätten im texanischen Leon County auf, die in das National Register of Historic Places aufgenommen wurden.

## Aktuelle Einträge
| Lfd. Nr. | Name im NRHP                     | Bild | Datum der Eintragung | Adresse/Lage | Ort         | NRHP-ID  | Beschreibung |
| -------- | -------------------------------- | ---- | -------------------- | ------------ | ----------- | -------- | ------------ |
| 1        | Leon County Courthouse and Jails |      | 12. Dez. 1977        | Public Sq.   | Centerville | 77001458 |              |